# O Carro de Feno
O tríptico O Carro de Feno do pintor Hieronymus Bosch (1450-1516), descreve manifestações críticas da vida europeia em um período de transição dividido entre os valores tradicionais (medievais) e os modernos (humanistas).
O carro de feno domina o painel central que simboliza os bens materiais e é puxado na direção do terceiro painel, que representa o inferno. No primeiro painel, todos lutam para obter o feno. "Todo o Mundo", a nobreza e o clero representando a "falsa religiosidade", também homens, mulheres, velhos, crianças, mercadores, monges, freiras, magistrados, como diz Belzebu no texto de Gil Vicente: "Que ninguém busca consciência, e Todo o Mundo dinheiro".